# Обнажённые сердца
Фонд помощи детям «Обнажённые сердца» — некоммерческая организация, созданная моделью и филантропом Натальей Водяновой в России в 2004 году с целью оказания помощи детям в России и за её пределами. Миссия фонда: «помочь становлению инклюзивного общества, открытого к людям с особенностями развития»

## Деятельность
Основное направление работы Фонда — создание системы бесплатных услуг для детей и молодых взрослых с нарушениями развития, а также их семей, развитие профессионального и родительского сообщества ,а также информирование с целью изменить отношение общества к людям с расстройствами аутистического спектра (РАС), церебральным параличом, синдромом Дауна, интеллектуальными, двигательными и множественными нарушениями 
На счету  поддержка проектов десятков российских НКО, работающих с детьми с особенностями развития, Центр поддержки семьи в Нижнем Новгороде, Центр поддержки семьи в Москве , программа обучения школьных педагогов работе с детьми с аутизмом и ежегодный международный форум «Каждый ребенок достоин семьи», ведение проекта инклюзивных лагерей для ребят с аутизмом и другими нарушениями , двигательные нарушения , проект трудоустройство , обнаженные сердца онлайн, издательская деятельность , подкасты, адвокационная деятельность по изменению отношения общества к людям с особенностями развития.

## Игра со смыслом

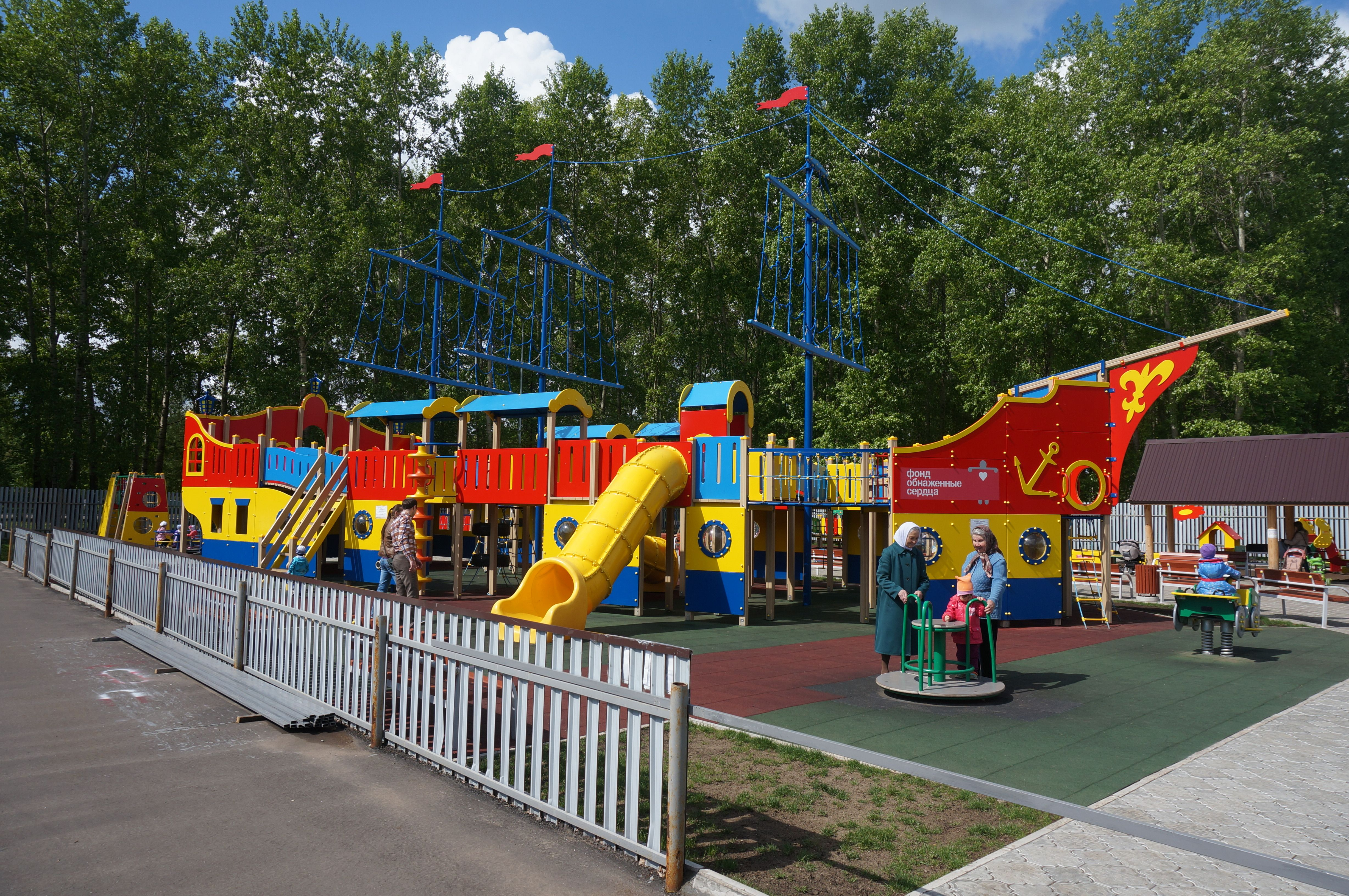
Детский городок, построенный фондом «Обнажённые сердца» в городе Нефтекамске, Башкортостан

Цель фонда — построить 500 игровых парков и площадок по всей России, в том числе на территориях детских больниц, интернатов, детских домов и реабилитационных центров. В 2013 году состоялось открытие сотой площадки фонда в Нижнем Новгороде. В июне 2019 года в Улан-Удэ фонд открыл 202-ю детскую инклюзивную площадку.. В декабре 2023 года фонд закрыл программу 

## Каждый ребёнок достоин семьи
В 2011 году фонд запустил новую программу «Каждый ребёнок достоин семьи». В рамках этой программы фонд пытается преломить традицию отказа от детей с особенностями развития. Новый фокус фонда связан с личным опытом Натальи. В рамках этой программы фонд организует ежегодный международный форум «Каждый ребёнок достоин семьи» для специалистов в области детского развития. Первый такой форум прошел в Москве 15-17 октября 2012 года.
С 2021 года Фонд разделил эту программу на несколько проектов, в том числе «Ранняя помощь», «Центры», «Обучение», «Двигательные нарушения».

## Ранняя помощь
В рамках ранней помощи реализуются программы ASSERT и Джаспер . ASSERT - интенсивная программа поведенческого вмешательства для дошкольников с РАС. После года посещения таких занятий (до 20 часов еженедельно) малыши с аутизмом добиваются больших успехов и развивают достаточные навыки, чтобы пойти в детский сад или школу.
Джаспер - современная, основанная на методах с доказанной эффективностью поведенческая программа, позволяющая развивать у маленьких детей с аутизмом  навыки социальной коммуникации, игры, вовлеченности и совместного внимания.

## Двигательные нарушения
С 2016 года фонд начал работу со специалистами ГУЗ ТО «Центр детской психоневрологии» в  Туле: новые эффективные подходы к помощи детям с церебральным параличом на основе доказательной медицины. Цель проекта здесь – повысить знания сотрудников центра о современных способах помощи детям с церебральным параличом, основанных на доказательной медицине, ознакомить их с эффективными методиками, которые немедленно внедряются в работу. Эти методы применяются в работе с более чем 2500 пациентами Центра с церебральным параличом и другими двигательными нарушениями.

## Просветительская деятельность
Фонд «Обнажённые сердца» проводит постоянную работу для повышения уровня знаний родителей и специалистов о ментальных и физических нарушениях, а также о самых последних исследованиях мировой науки в этой области. Для этого фонд выпускает книги, среди изданий: «Дети с расстройствами аутистического спектра в детском саду и школе: практики с доказанной эффективностью», «Брошенные дети», «Как помочь дошкольнику с расстройством аутистического спектра», «Как организовать досуг для детей и подростков с нарушениями в развитии», «Как организовать инклюзию в детском саду», «Программа JASPER для детей с аутизмом».
В 2019 году фонд запустил информационный ресурс «Обнаженные сердца онлайн». На платформе представлены следующие форматы: видео и печатные интервью с экспертами в области детского развития, воспитания, взросления ребёнка; статьи о методах доказанной эффективности и программах помощи; собственный глоссарий; подкаст «Инклюзия и жизнь»; кейсы специалистов и истории успеха, тест на выявление первых признаков аутизма M-CHAT-R, а также вебинары и материалы, накопленные за годы работы программы «Современные и эффективные технологии помощи людям с нарушениями развития» (изначально получившая название «Каждый ребенок достоин семьи») и электронные версии книг, изданные фондом. Рубрики постоянно пополняются актуальными материалами и темами.

## Сбор средств
В число акций фонда входит проведение благотворительных аукционов, благотворительный футбольный матч и другие мероприятия. Фонд широко использует связи самой Натальи — один из выпусков журнала Harper’s Bazaar, вышедший с Натальей на обложке, был посвящён в том числе её фонду, 50 % продаж моделей одежды, которую показала на своём модельном дебюте дочь Натальи, также пойдёт на благотворительные цели, также была запущена коллекция обуви Centro, выручка от которой также идет в Фонд.
C 2020 года фонд направил усилия на развитие партнерств с российскими брендами, в том числе Sela, Gate 31, ВкусВилл, Авито,12 Storeez 